# Меморіальний дитячий майданчик принцеси Діани
51°30′33″ пн. ш. 0°11′18″ зх. д. / 51.5092° пн. ш. 0.188333° зх. д.
Дитячий майданчик пам'яті принцеси Діани (англ. Princess Diana Memorial Playground, також англ. Diana, Princess of Wales Memorial Playground) — дитячий майданчик, розташований в північно-західній частині Кенсінгтонських садів в Лондоні, в районі Кенсінгтон і Челсі. Майданчик присвячений Діані, принцесі Уельської, і є одним з міських меморіалів в її честь поряд з прогулянковим маршрутом і пам'ятним фонтаном.
Майданчик видно з Кенсінгтонського палацу, колишньої резиденції принцеси.

## Історія
Майданчик був відкритий 30 червня 2000 року, на відкритті був присутній майбутній прем'єр-міністр Гордон Браун (в той час канцлер казначейства) і брат Діани граф Спенсер з сім'єю, проте члени королівської сім'ї проігнорували цей захід. Вартість облаштування майданчика склала 1,7 мільйона фунтів стерлінгів.

## Загальний опис
Він знаходиться на місці майданчика, присвяченого Пітеру Пену, побудованого ще за життя Джеймса Баррі в 1906 році, проте займає велику територію. При цьому дизайн майданчика заснований на сюжеті книг про Пітера Пена: в його центрі розташований величезний дерев'яний піратський корабель, на якому діти можуть лазити, навколо корабля насипаний пісок. Також на майданчику є гірка, гойдалка, сенсорна дорога, музичний сад, будиночки, вігвам, різні ігрові скульптури. Діти з обмеженими можливостями можуть грати як в основній частині, так і в спеціально влаштованої зоні.
Майданчик відкритий для безкоштовного відвідування, і щорічно на ному буває більше мільйона відвідувачів . При цьому більшу частину дня на майданчик можуть приходити тільки діти до 12 років у супроводі дорослих, дорослим без дітей відвідування майданчика відкрито лише вранці з 9:30 до 10:00. У разі великого напливу відвідувачів перед входом на майданчик влаштовується черга.
Поруч з майданчиком знаходиться 900-річний дуб Елфін-Оук, в стовбурі якого вирізані і розфарбовані фігури гномів, ельфів і тварин.

## Додаткові факти
- У серпні 2014 року сайданчик відвідали Кейт Міддлтон з принцом Джорджем[5].
- На майданчику відбувається одна зі сцен фантастичного роману «Новий Дозор» (головний герой п'є на майданчику пиво, розмовляючи з відьмою Ариной).